# Estación de La Courneuve - Aubervilliers
La estación de La Courneuve - Aubervilliers es una estación ferroviaria francesa de la línea B del RER, ubicada en el municipio de La Courneuve (departamento de Sena-Saint-Denis), cerca de Aubervilliers.

## Situación ferroviaria
La estación está ubicada al punto kilométrico 6,312 de la línea de La Plaine a Hirson et Anor (frontera). Su altitud es de 38 m.

## Historia

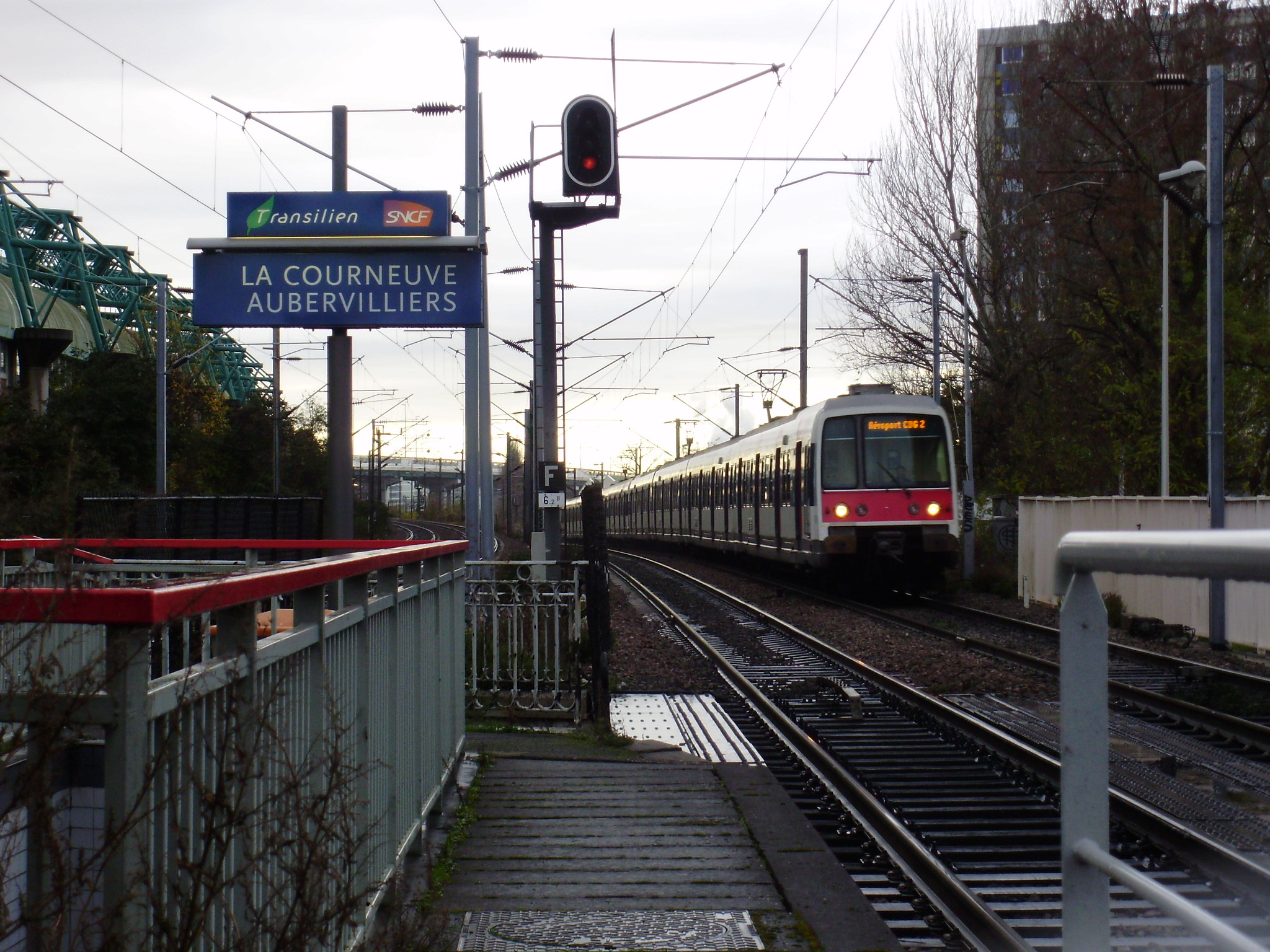
Llegada de un tren a la estación, en 2009.

La estación, abierta en 1885, fue utilizada inicialmente tanto para mercancías como para transportes de viajeros. 
En 2014, según las estimaciones de la SNCF, el uso anual de la estación es de 10.508.400 viajeros.

## Servicio de viajeros

### Edificio

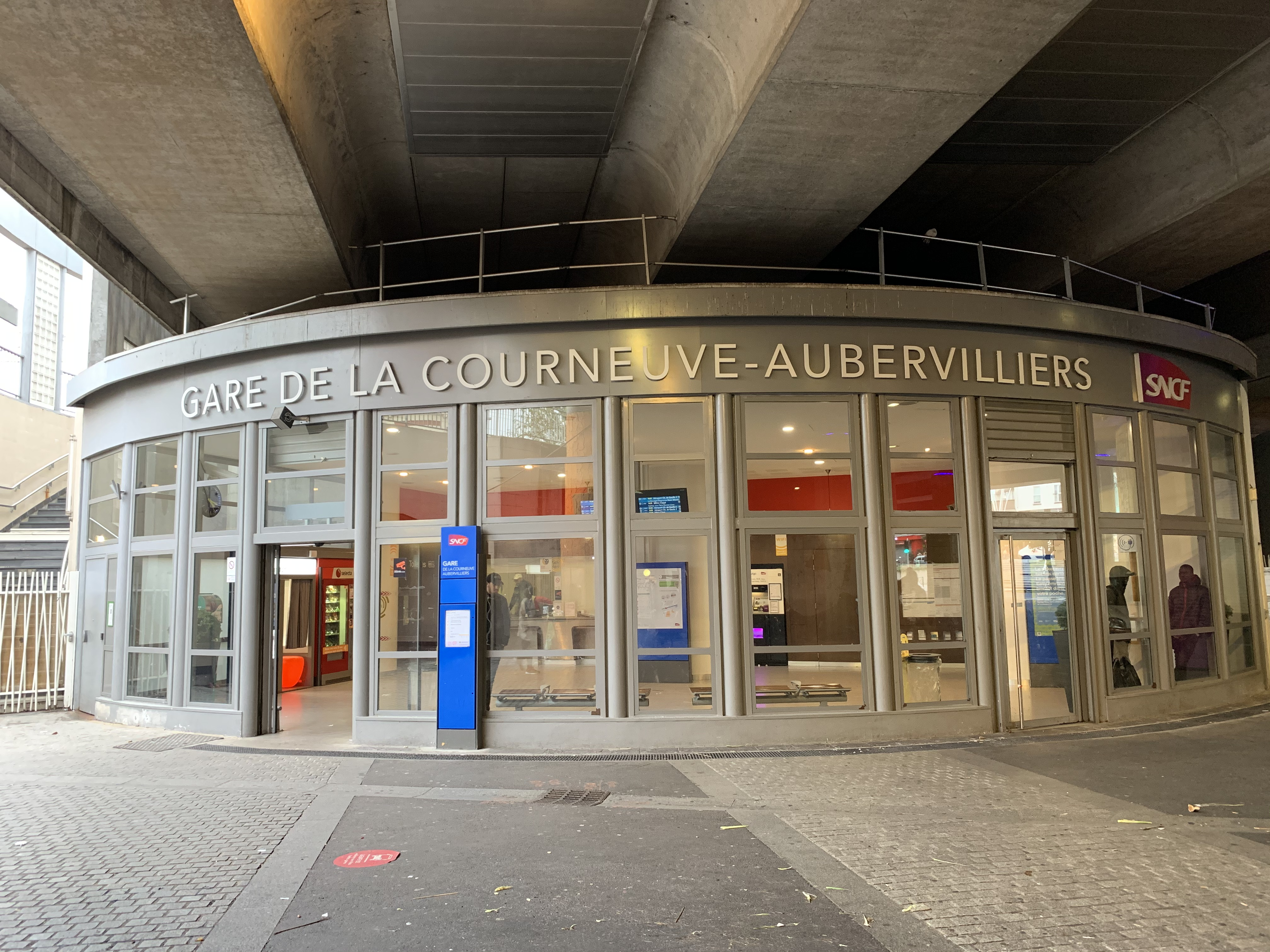
Recepción de la estación.

Las vías están junto a la autopista A86 con la que comparten las pantallas antirruido. En el hall de la estación, se encuentran una panadería y un restaurante.

### Servicio
La estación es recibe el servicio de la línea B del RER.

### Intermodalidad
La estación está ubicada a 700 m  aproximadamente al sur de la estación La Courneuve - Six Routes de la línea 1 del tranvía de Isla de Francia.

## Galería de imágenes

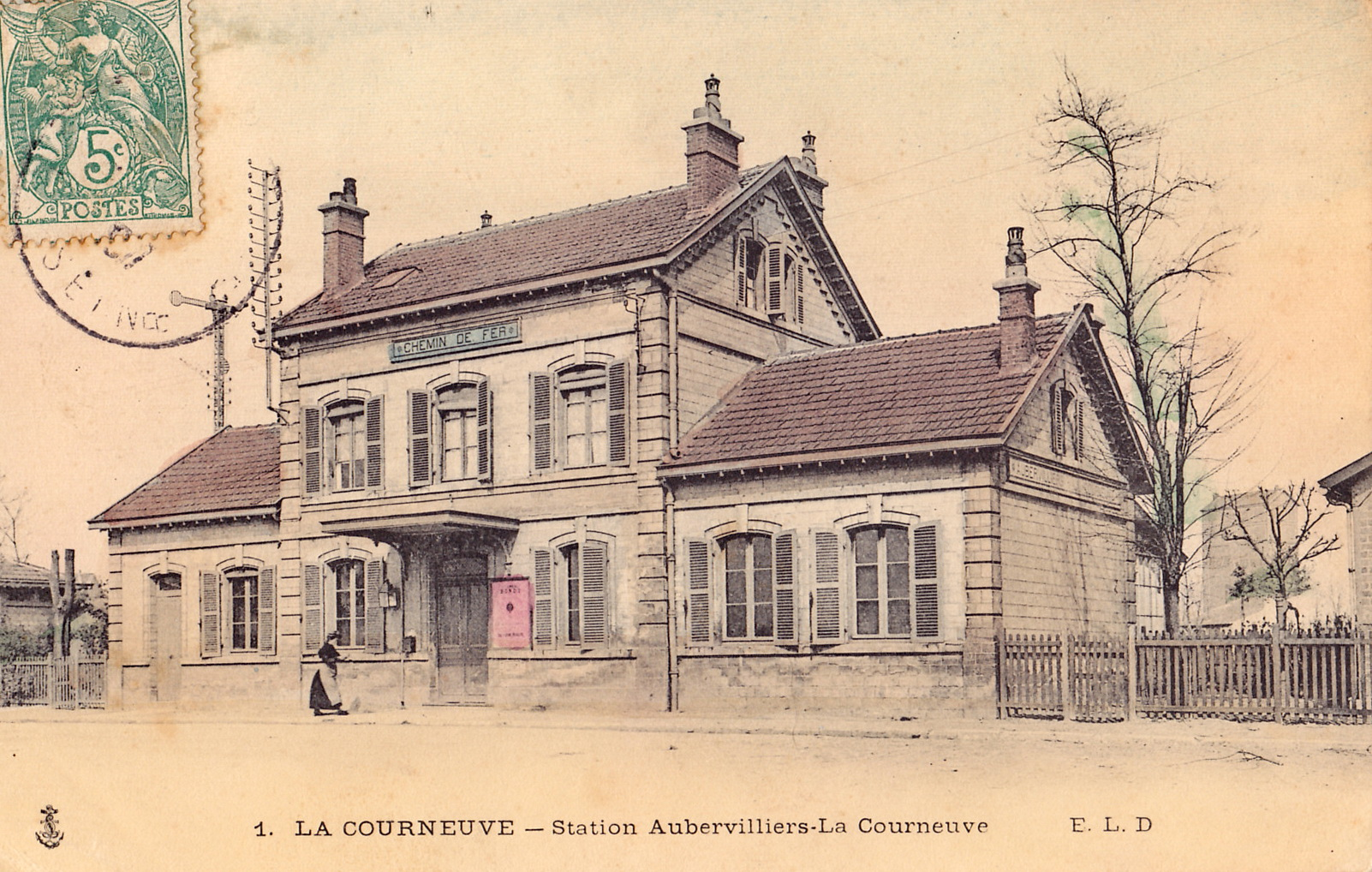
La estación a principios del Siglo XX.
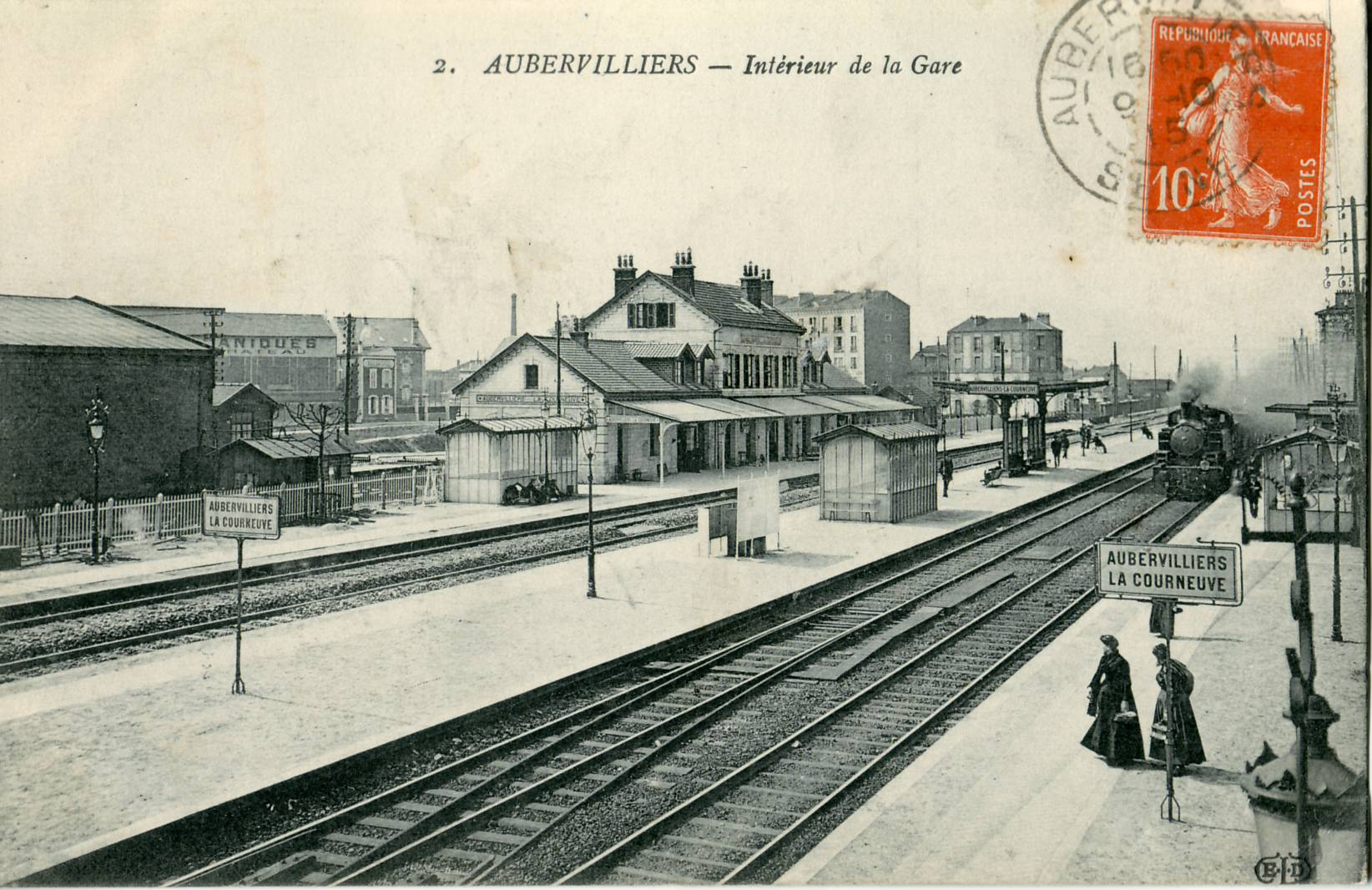
Interior de la estación, en la misma época.
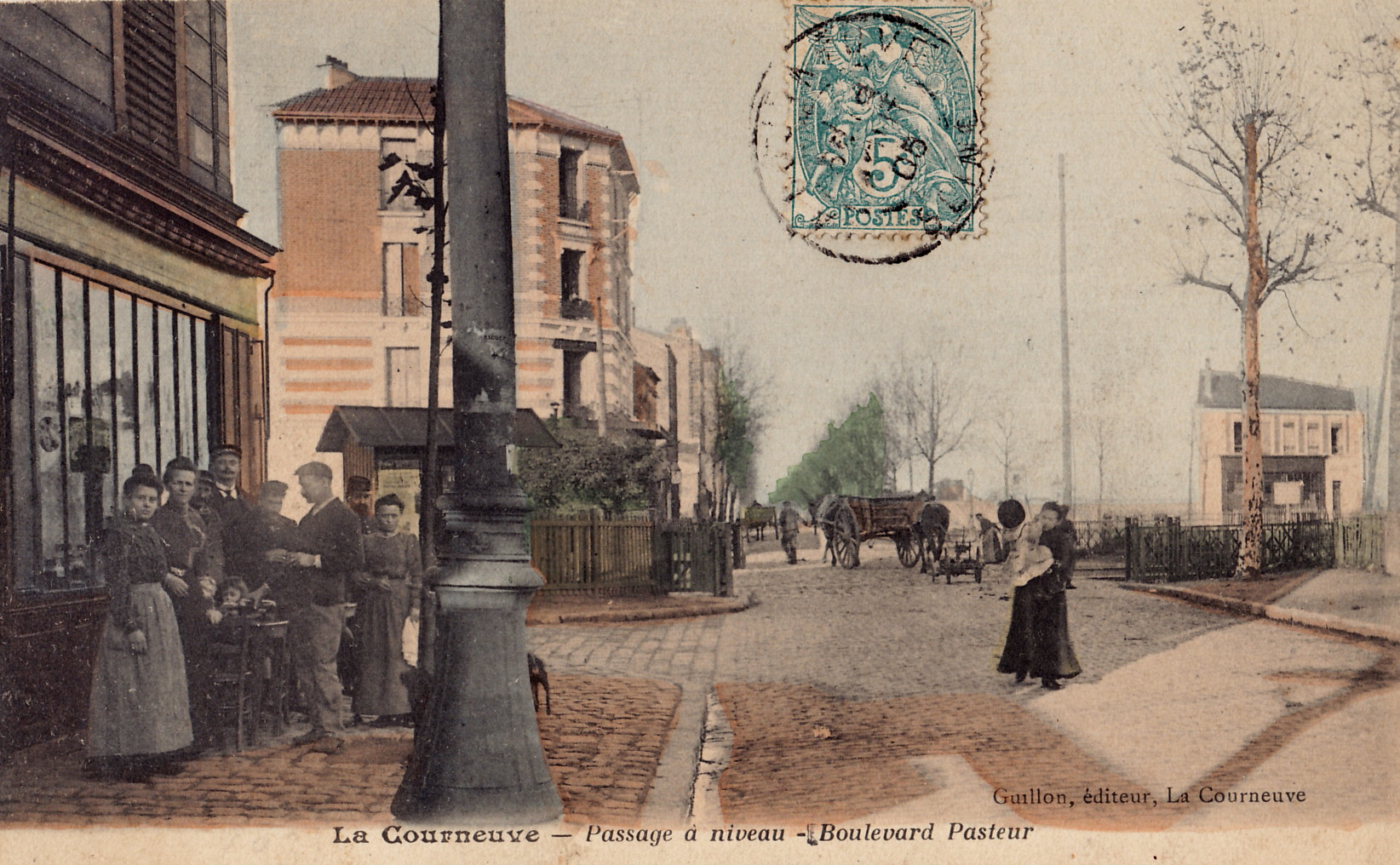
La zona de la estación en 1905.

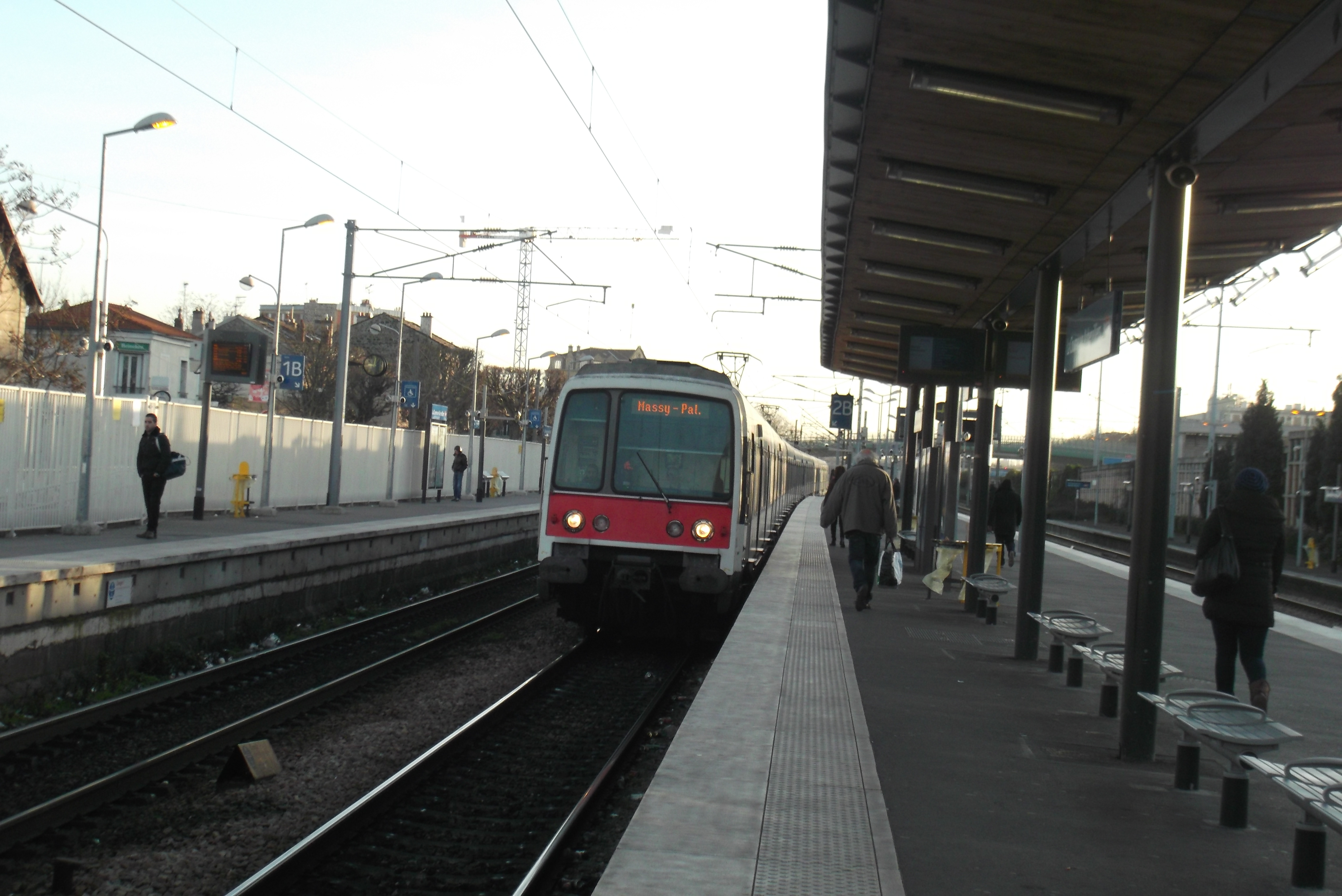
Tren entrando a la estación.
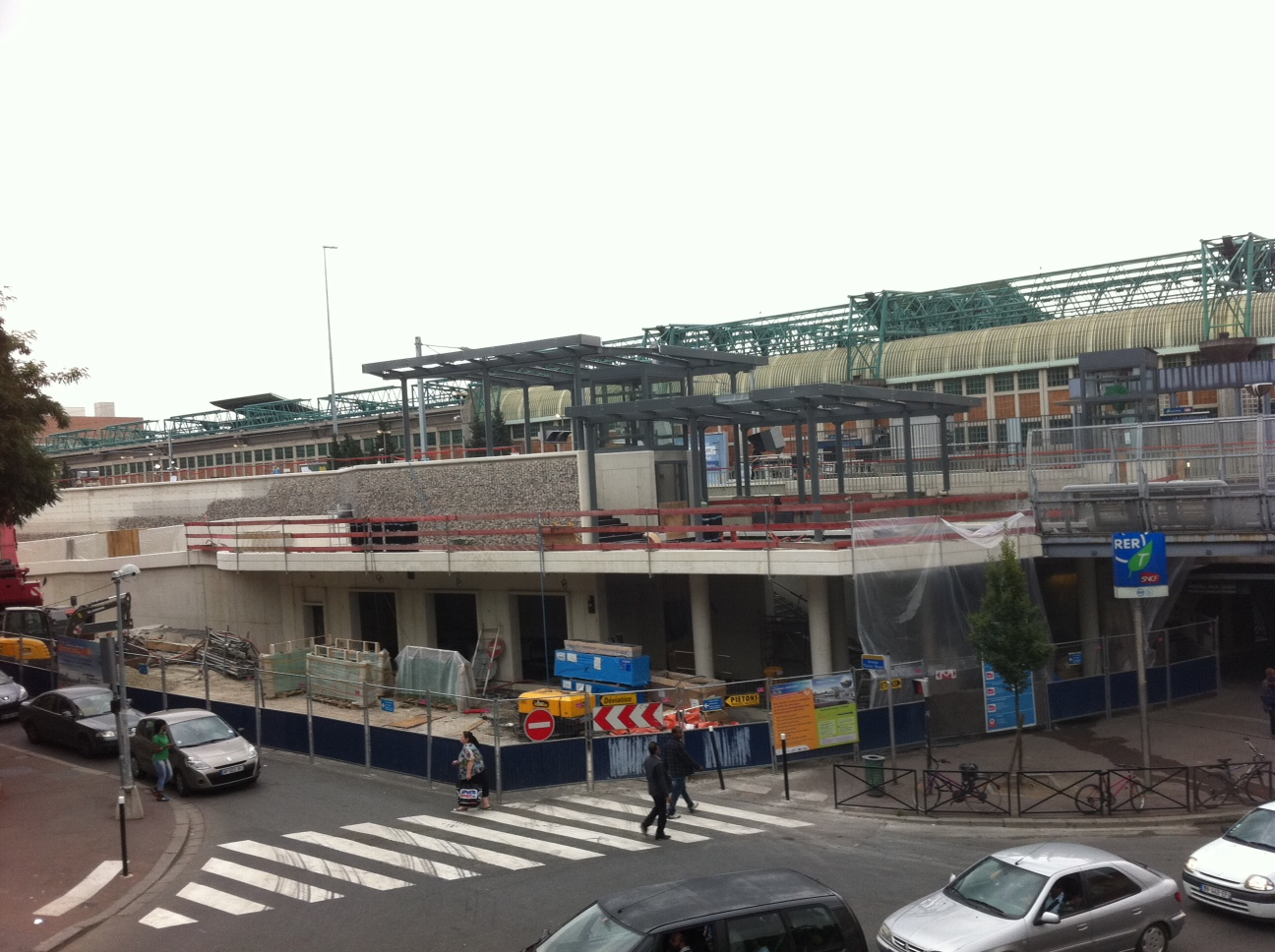
La estación en renovación (2012).